# Socialekeuzetheorie
De socialekeuzetheorie (Engels: social choice theory) is de studie van systemen en instituties voor het maken van collectieve keuzes, keuzes die een groep mensen aangaan. Het bestudeert de regels die de leden van de groep gebruiken bij het nemen van collectieve besluiten. Met name richt het zich op de besluitvorming en daarbij dan vooral op de vraag hoe die besluitvorming er uit zou moeten zien.

## Voorbeeld

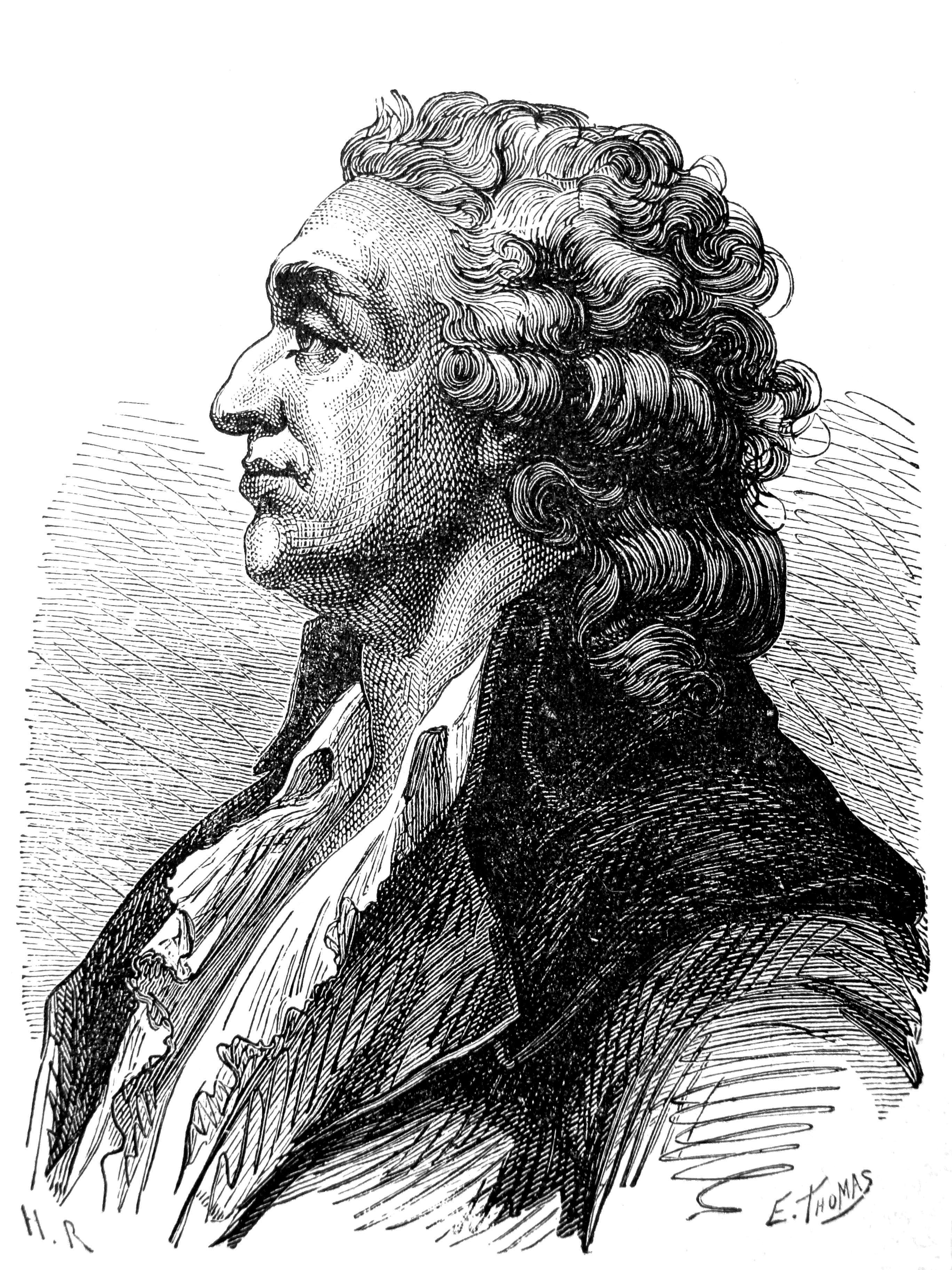
Marie Jean Antoine Nicolas de Caritat, markies de Condorcet (1743 – 1794)

Een voorbeeld van een collectief besluit is de inhoud van een nieuwe wet of het besluit over het aantal centimeters waarmee een rivierdijk wordt opgehoogd. Anders gezegd gaat de socialekeuzetheorie over de bundeling van een zekere mate van individueel bepaalde criteria in een collectieve maatregel. Het neemt verschillende vormen aan overeenkomstig wat er wordt geaggregeerd (belangen, oordelen, voorkeuren, enzovoort) alsmede wat het doel is van de aggregatie (samenvoeging in één maatregel). De methodologie van de sociale keuze heeft een reeks van tot dan toe onduidelijke problemen sterk verduidelijkt.

## Nicolas de Condorcet
De Franse filosoof en wiskundige Nicolas de Caritat, markies de Condorcet (1743-1794) wordt algemeen gezien als de grootvader van de socialekeuzetheorie. Tegen het einde van het tijdperk van de Verlichting schreef hij in 1785 te Parijs een van de eerste belangwekkende werken, “Essai sur l'application de l'analyse à la probabilité des décisions rendus à la pluralité des voix”, over de socialekeuzetheorie, waarin hij onder meer zijn Paradox van Condorcet formuleerde. Nobelprijswinnaar Kenneth Arrow was echter degene die in 1951 door zijn formulering van de socialekeuzetheorie de plaats verwierf als haar eigenlijke vader.

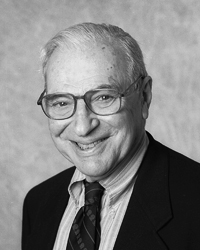
Kenneth Arrow

## Theorieën
Prominente 20ste-eeuwse wetenschappers die eigen theorieën over dit onderwerp hebben gepubliceerd zijn:
- Kenneth Arrow in: “Social Choice and Individual Values” (1951)[4]
- Anthony Downs in: “An Economic Theory of Democracy” (1957)[5]
- Joseph Schumpeter in: “Capitalism, Socialism and Democracy” (1976)[6]

In de socialekeuzetheorieën van Downs, Schumpeter en Arrow heerst een gedeelde opvatting van politiek als instrument. Politiek is voor hen een mechanisme om individuele, exogene voorkeuren samen te voegen (aggregeren) om één geheel te vormen. Het resultaat van dit proces is een optimaal compromis tussen tegengestelde, private belangen. Het bedrijven van politiek is in deze opvatting een private aangelegenheid: politiek draait om individuele voorkeuren die tot uitdrukking worden gebracht met het uitbrengen van een individuele, geheime stem.